# Allée funéraire du Passage-de-Serbat
L'Allée funéraire du Passage de Serbat est le nom donné à une construction mégalithique située sur la commune de Barbaste dans le département français de Lot-et-Garonne.

## Description
Cette allée funéraire s'étend sur 5,10 m de long et 1,25 m de large selon une orientation nord-ouest/sud-est. Les restes du tumulus sont encore visibles. Le côté gauche de l'allée ne comporte plus qu'une seule orthostate, le côté droit quatre. Une dalle est plantée en guise de chevet côté nord. J.F. Samazeuilh mentionne qu'il existait une dalle dressée qui séparait l'allée en deux segments distincts. Elle a désormais disparue. Le sol est pavé de trois grandes dalles posées à plat.
Le monument a été découvert en 1859 par des agents voyers qui recherchaient des matériaux pour empierrer un chemin. Les fouilles qui suivirent livrèrent des ossements humains (crânes, mâchoires) et des tessons de céramique. L'ensemble a été perdu depuis. En 1970, Y. Marcadal y trouva des tessons d'une céramique rougeâtre, des grattoirs de silex et des fragments de bracelets à décor cannelé en calcaire blanc. Ce mobilier funéraire est conservé au musée du Château de Nérac.